# Castel Thurn
Il Castel Thurn o Torre (Burgruine Thurn in tedesco) è un castello, ormai ridotto a rudere, che si erge sopra al paese di Monguelfo in Alto Adige.

## Posizione

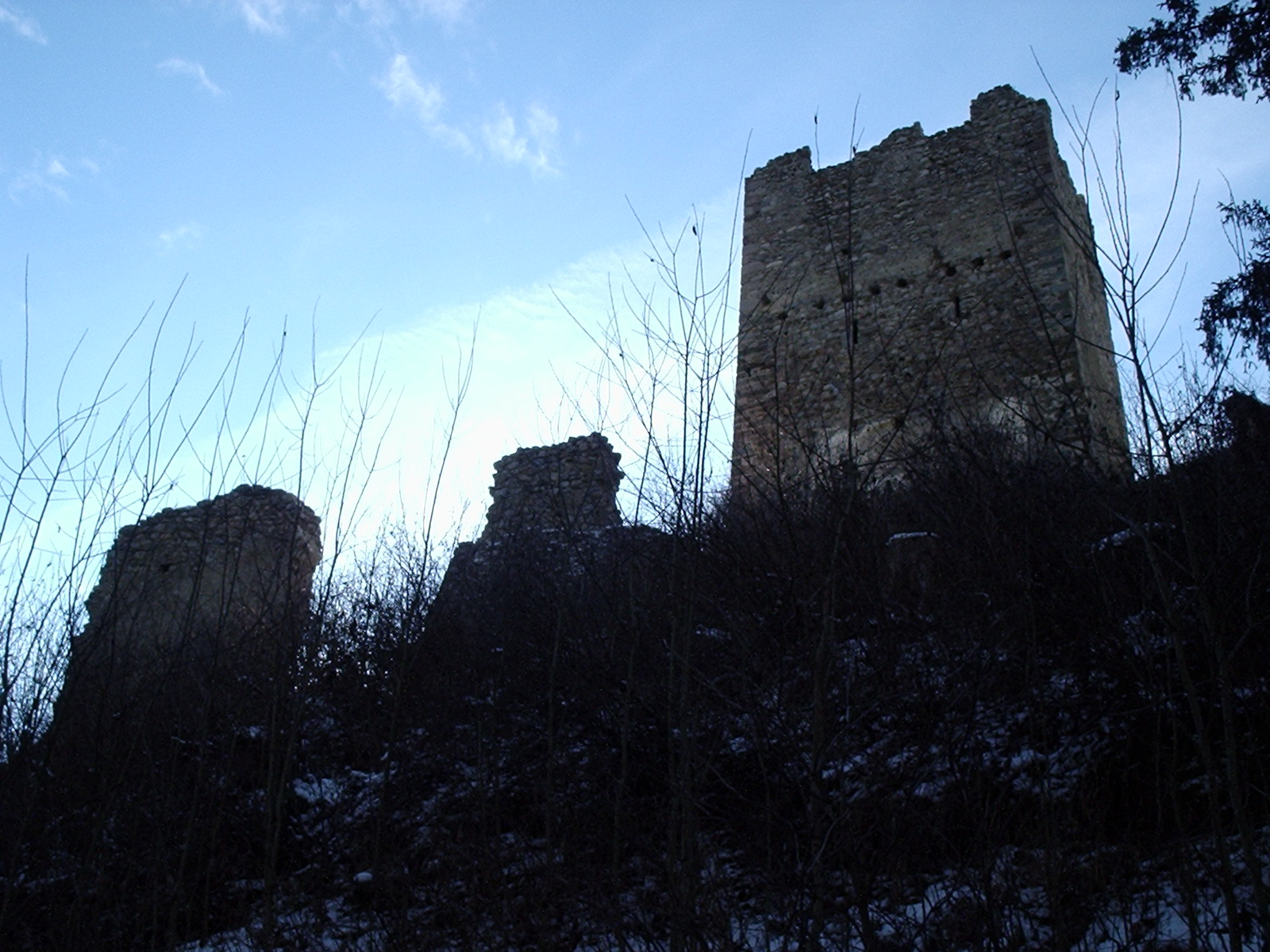
Castel Thurn

Il rudere si trova all'imbocco della Val Casies, laterale della Val Pusteria, sul versante orografico destro del Rio di Casies. Sorge su una collina boschiva di fronte al Castello di Monguelfo e ne occupa interamente la cima estendendosi da nord-ovest a nord-est per circa 75 metri.

## La torre
Ancora ben conservata, è alta 22 metri. La sua pianta è simile alla torre del Castel Welsperg, solo che questa la supera del doppio in altezza. La porta di accesso si trova a 7,5 metri da terra.

## Il palazzo
Il rudere Thurn ebbe nel corso dei secoli ben due edifici principali, di cui oggi rimangono solo pochi resti di mura:
- Das alte Schloss – il vecchio palazzo di tre piani situato a sud-est, venne ristrutturato nel XV secolo. Si presume che quest'edificio avesse una dimensione di 20 m x 20 m.
- Das neue Schloss – il nuovo palazzo si estendeva da ovest verso est e anch'esso aveva tre piani. Era stato particolarmente fortificato, come dimostrano i resti delle mura con uno spessore di ben tre metri.

## Storia
Castel Thurn fu costruito nel XIII secolo dai nobili von Welsberg su una collina dove potrebbero esserci stati insediamenti umani già in tempi preistorici. All'inizio l'edificio si presentava piuttosto piccolo ma già fornito di una torre. Un ampliamento rilevante avvenne in seguito. Nel 1288 i signori Füllein, imparentati con i nobili di Welsperg ottennero il maniero. Dal XIV secolo venne denominato Thurn.
Nel 1359 l'ultimo dei Füllein, Jodock, vendette il castello ai Welsberg.
Già dal XVII secolo, i proprietari lasciarono il maniero al proprio destino. Da allora nessuno si occupò più del palazzo, della cappella e del maso.
Il 5 maggio 1765, sia per Castel Welsperg sia per Castel Thurn, fu un giorno fatale. Un incendio presumibilmente doloso distrusse completamente Castel Thurn, e gran parte del Castello di Monguelfo. Per quest'ultimo si provvide subito a limitati lavori di restauro: il piano superiore dell'edificio residenziale fu asportato e il sottotetto abbassato alla sua altezza odierna. Castel Thurn invece venne completamente ignorato, solo il vicino maso Thurnerhof fu ricostruito.
Oggi il rudere appartiene all'erede dei Conti di Welsberg, conte Georg Thun – Hohenstein – Welsberg.